# Ниволле-Монгриффон
Ниволле́-Монгриффо́н (фр. Nivollet-Montgriffon) — коммуна во Франции, находится в регионе Рона — Альпы. Департамент — Эн. Входит в состав кантона Сен-Рамбер-ан-Бюже. Округ коммуны — Белле.
Код INSEE коммуны — 01277.

## География
Коммуна расположена приблизительно в 400 км к юго-востоку от Парижа, в 55 км северо-восточнее Лиона, в 30 км к юго-востоку от Бурк-ан-Бреса.

## Климат
Климат полуконтинентальный с холодной зимой и тёплым летом. Дожди бывают нечасто, в основном летом.

## Население
Население коммуны на 2010 год составляло 143 человека.
| 1962 | 1968 | 1975 | 1982 | 1990 | 1999 | 2010 |
| ---- | ---- | ---- | ---- | ---- | ---- | ---- |
| 113  | 103  | 81   | 63   | 66   | 91   | 143  |

## Администрация
| Период | Период | Фамилия         | Партия | Примечания |
| ------ | ------ | --------------- | ------ | ---------- |
| 1945   | 1947   | Луи Тарди       |        |            |
| 1947   | 1965   | Франсиск Моллар |        |            |
| 1965   | 1977   | Эдмон Бижо      |        |            |
| 1977   | 1983   | Жан-Мари Моллар |        |            |
| 1983   | 2020   | Жан-Клод Лерб   |        |            |

## Экономика
В 2010 году среди 93 человек трудоспособного возраста (15—64 лет) 68 были экономически активными, 25 — неактивными (показатель активности — 73,1 %, в 1999 году было 74,1 %). Из 68 активных жителей работали 63 человека (37 мужчин и 26 женщин), безработных было 5 (1 мужчина и 4 женщины). Среди 25 неактивных 1 человек был учеником или студентом, 14 — пенсионерами, 10 были неактивными по другим причинам.

## Фотогалерея
- Руины замка Монгриффон
- Руины замка Монгриффон
- Перевал Сендрье
- Карта коммуны